# Paul Chelimo
Pour les articles homonymes, voir Chelimo.

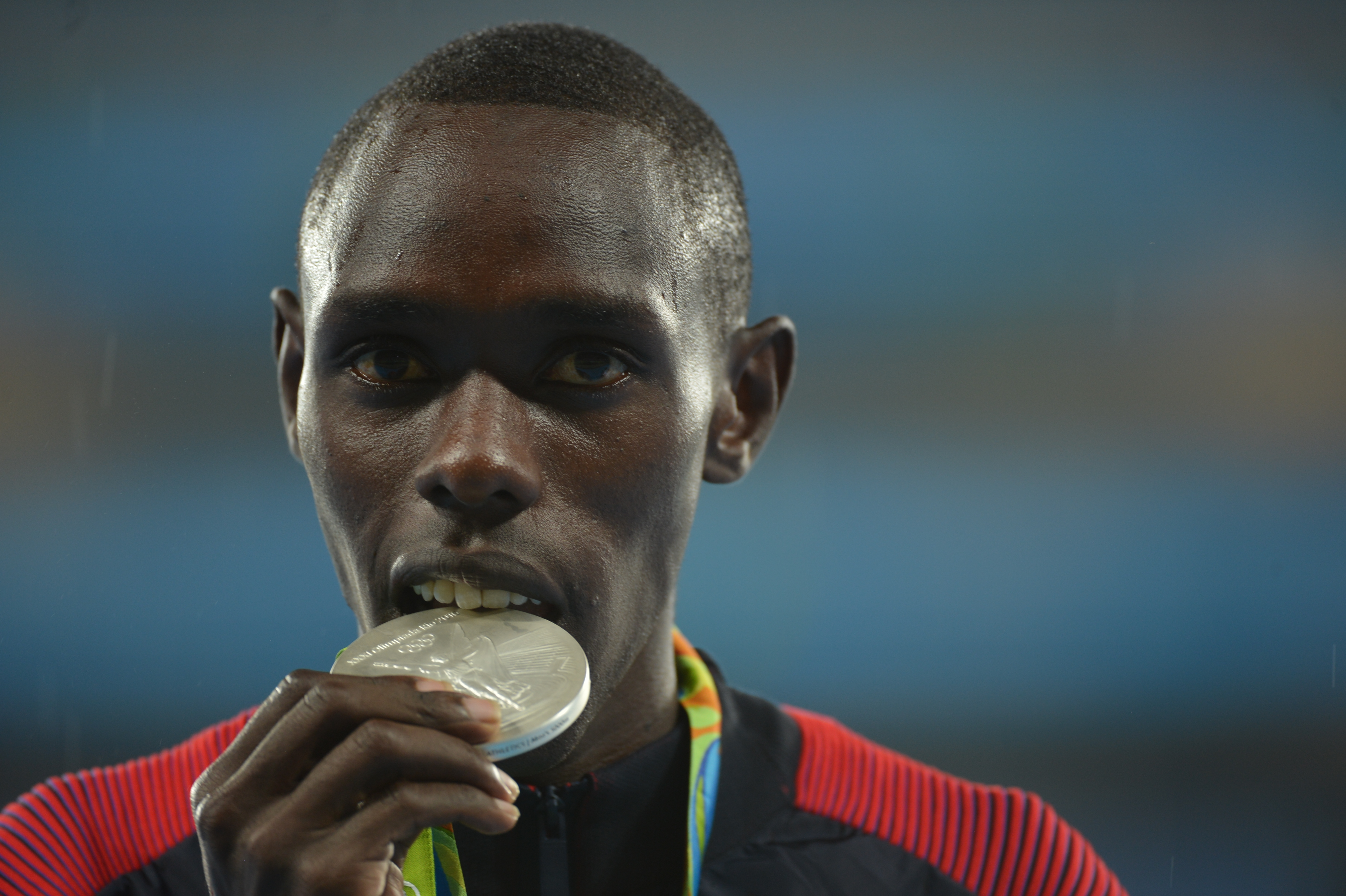
Paul Kipkemoi Chelimo remporte la médaille d'argent sur 5000 mètres aux Jeux olympiques de 2016

Paul Kipkemoi Chelimo (né le 27 octobre 1990 à Iten, Kenya) est un athlète américain d'origine kényane, spécialiste du fond.

## Biographie
Arrivé aux États-Unis en 2010 pour courir pour le Shorter College, il rejoint l'United States Army et son programme athlétisme d'élite en 2014 et devient ce faisant américain. Il termine 3e des sélections olympiques américaines sur 5 000 m en 2016 à Eugene.
il a remporté en tant que Kényan la médaille d'argent du 5 000 m lors de l'universiade de 2013.
Il est médaillé d'argent du 5 000 m pour les États-Unis aux Jeux olympiques d'été de 2016 à Rio de Janeiro.
Il remporte le titre du 5 000 m lors des championnats des États-Unis d'athlétisme 2017.
Il se classe 7e des championnats du monde 2019 à Doha sur 5 000 m.
Il remporte la médaille de bronze du 5 000 m aux Jeux olympiques d'été de Tokyo 2020.

## Palmarès

### International
| Date | Compétition                    | Lieu             | Résultat | Épreuve | Temps          |
| ---- | ------------------------------ | ---------------- | -------- | ------- | -------------- |
| 2013 | Universiade                    | Kazan            | 2e       | 5 000 m | 13 min 37 s 09 |
| 2016 | Championnats du monde en salle | Portland         | 7e       | 3 000 m | 8 min 0 s 76   |
| 2016 | Jeux olympiques                | Rio de Janeiro   | 2e       | 5 000 m | 13 min 3 s 90. |
| 2017 | Championnats du monde          | Londres          | 3e       | 5 000 m | 13 min 33 s 30 |
| 2017 | Ligue de diamant               | Ligue de diamant | 2e       | 5 000 m | 13 min 06 s 09 |
| 2018 | Coupe continentale             | Ostrava          | 1er      | 3 000 m | 7 min 57 s 13  |
| 2019 | Championnats du monde          | Doha             | 7e       | 5 000 m | 13 min 04 s 60 |
| 2021 | Jeux olympiques                | Tokyo            | 3e       | 5 000 m | 12 min 59 s 05 |
| 2023 | Championnats du monde          | Budapest         | 15e      | 5 000 m | 13 min 30 s 88 |

### National
- Championnats des États-Unis d'athlétisme
  - vainqueur du 5 000 m en 2017, 2018 et 2021
  - 2e du 5 000 m en 2019 et en 2023
  - 3e du 5 000 m en 2016

## Records
| Épreuve | Performance    | Lieu      | Date         |
| ------- | -------------- | --------- | ------------ |
| 5 000 m | 12 min 57 s 55 | Bruxelles | 31 août 2018 |